# Nizza (rio)
Il Rio Nizza è un piccolo corso d'acqua collinare che scorre interamente nel Monferrato astigiano in Piemonte.

## Percorso
Il Nizza nasce a Burio, una frazione di Costigliole d'Asti. Esso prosegue verso est fino a Nizza Monferrato, dove confluisce nel Torrente Belbo, attraversando prima i territori di Agliano, Castelnuovo Calcea, Moasca, San Marzano Oliveto. 
Esso nasce a 280 m s.l.m. Il punto più alto del bacino idrico corrisponde a Bastia di Costigliole a 341 m s.l.m.

## Regime
Corso d'acqua dal regime torrentizio, è alimentato esclusivamente dalle piogge ed è assai soggetto a rovinose piene improvvise che hanno svariate volte alluvionato la città di Nizza Monferrato.

## Flora e fauna
Nel bacino idrico del Rio Nizza vivono numerose specie animali locali, tra cui un gran numero di nutrie, ma in esso non vivono pesci. Segnalata la presenza di sanguisughe in alcuni documenti storici. 
Esso costeggia le colline del Basso Monferrato, rigogliose di viti, ma non di frumento. Questo rivo quindi, a differenza di altri corsi d'acqua piemontesi, non è utilizzato per la costruzione di canali d'irrigazione.

## La storia riguardo al Rio Nizza
Al Rio Nizza sono legati diversi antichi saggi di letteratura riguardanti, tra l'altro, la ricerca della sorgente principale. Due diversi autori danno l’origine in due punti diversi, anche se di prossimità. 
Goffredo Casalis  nel suo Dizionario geografico, storico, statistico, commerciale degli stati di S.M. il re di Sardegna lo chiama torrente Nizza e individua la sorgente presso la zona di Paludo , un piccolo tratto di territorio umido compreso tra i comuni di Agliano Terme, Calosso e Costigliole d'Asti.
La versione scritta in Notizie topografiche e statistiche sugli state sardi di Luigi De Bartolomeis, secondo cui la sorgente si trova tra i colli di Costigliole e Burio, è quella oggi più accreditata e sempre più spesso considerata ufficiale.